# Rattenfängerkonstruktion
In der Sprachwissenschaft ist Rattenfängerkonstruktion eine Bezeichnung für eine bestimmte Klasse von Fragesätzen und Relativsätzen. In ihnen fungiert das Fragewort beziehungsweise das Relativpronomen nicht wie sonst alleine als satzeinleitendes Element, sondern zieht gleichsam weiteres Material mit sich in die satzeinleitende Position. Der Begriff wurde 1967 von John Robert Ross eingeführt und ist an das Sagenmotiv vom Rattenfänger von Hameln angelehnt (der in ähnlicher Weise durch sein Flötenspiel die Ratten mit sich hinaus vor die Stadt zog).

## Beispiele
- Einfaches satzeinleitendes Relativpronomen im Vergleich mit einer Rattenfängerkonstruktion:

```
(Die Ratten),  
die
     Hubert erfolglos zu fangen versucht hatte
```

```
(Die Ratten), 
die zu fangen
   Hubert erfolglos versucht hatte.
```

- Weitere Beispiele:

```
An wessen gute Eigenschaften
 denkst du?
Der Papst, 
an dessen gute und schlechte Eigenschaften
 ich gerade nicht denken will, …
Mir ist unklar, 
einen wie großen Anteil
  er übernehmen will.

Wie schnell gefahren
 ist er denn?
```

## Grammatische Analyse
Für die Bildung von Fragesätzen und Relativsätzen gilt normalerweise eine Regel, die vorsieht, dass ein Frage- bzw. Relativpronomen an den Satzanfang gestellt werden muss. Dies kann so erklärt werden, dass die satzeinleitende Position (in der generativen Grammatik die Position des Komplementierers, d. h. der Ort, an dem auch unterordnende Konjunktionen stehen) ein Merkmal Fragesatz trägt, das mit dem entsprechenden Merkmal des Frageworts abgeglichen werden muss (analog für Relativsätze). 
Das Problem bei der Rattenfängerkonstruktion ist nun, dass Frage- bzw. Relativpronomen tiefer eingebettet sind. So ist das obige Beispiel „einen wie großen Anteil er übernehmen will“ eine indirekte Frage, bei der eine ganze Nominalphrase (d. h. das Substantiv „Anteil“ mit seinen Attributen) vorangestellt wurde. Träger des Merkmals Frage ist nur das Wort „wie“, und bei diesem handelt es sich lediglich um eine nähere Bestimmung zu dem Adjektiv-Attribut, das innerhalb dieser Nominalphrase vorkommt. Daher ist das Fragewort nicht der grammatische Kopf der Konstruktion und kann nach herkömmlichen Vorstellungen sein Frage-Merkmal nicht auf die ganze vorangestellte Nominalphrase projizieren. Dann ist nicht klar, warum die ganze Nominalphrase „einen … Anteil“ von der Voranstellungsregel betroffen werden kann.
Als Lösung wird in der Fachliteratur vorgeschlagen, die Regeln für die Merkmalsweitergabe in diesen Konstruktionen so abzuändern, dass das Frage- bzw. Relativmerkmal sich ausnahmsweise auf die gesamte größere Phrase ausbreiten kann und diese dann im ganzen wie ein Frage- bzw. Relativpronomen behandelt wird.
Ein Problem, das verbleibt, besteht in den Unterschieden zwischen einzelnen Sprachen, welche Rattenfängerkonstruktionen zugelassen sind und welche nicht. Es gibt beispielsweise Unterschiede zwischen Deutsch und Englisch in dieser Hinsicht:
```
Englisch:
 
Reports [the height of the lettering on the covers of 
which
] the government prescribes
 
…

Deutsch nicht:
 
 * Berichte, [die Höhe der Beschriftung auf 
deren
 Umschlägen] die Regierung vorschreibt
 
…
```

```
Deutsch
: 
Eine Sonate, [
die
 zu spielen] Freude macht

Englisch nicht:
 
 * A sonata [
which
 to play] is fun
```